# Ernst Hüther
Karl Ernst Hüther (* 26. Juni 1880 in Pößneck; † 8. August 1944 in Saalfeld/Saale) war ein deutscher Unternehmer und Inhaber der Schokoladenfabrik Mauxion GmbH (Saalfeld/Saale).

## Leben und Wirken
Ernst Hüther besuchte von 1886 bis 1894 die Bürgerschule in Pößneck in Thüringen. In den Jahren 1894 bis 1897 absolvierte er eine kaufmännische Ausbildung in der 1876 gegründeten Schokoladenfabrik von Robert Berger (heute Schokoladenwerk Berggold). Bereits da erlangte er grundlegende Einblicke in die Praxis der Süßwaren- und Schokoladenherstellung. Nach seiner Ausbildung war er von 1898 bis 1900 in der Keksfabrik von Stratmann & Meyer in Bielefeld angestellt, bis er von 1900 bis 1902 bei der Kaiserlichen Marine in Kiel in den Militärdienst trat. Von 1902 bis 1908 war Ernst Hüther für verschiedene Dauerbackwarenhersteller im Außendienst tätig. Dabei führte ihn der Weg auch nach Frankfurt a. M. als Geschäftsführer des Außenkontors der Fa. Gaedke, Bis er sich 1908 der Schokoladenbranche zuwandte. Er wurde Generalvertreter der Tangermünder Schokoladenfabrik Fr. Meyer & Co. in Berlin. 1909 ging Hüther den Weg in die Selbstständigkeit und gründete die Falter GmbH. Nach zwei Jahren gab er das Unternehmen auf.
Anfang des Jahres 1909 heiratete Ernst Hüther Anna ter Meer (* 1884 in Frankfurt a. M.; † 1962 Garmisch-Partenkirchen). Sie kam aus einer großbürgerlichen Frankfurter Unternehmerfamilie. Aus dieser Ehe entstammen 4 Kinder: Werner (* 1909; † 1962), Ilse (* 1911; † 1999). Luise Charlotte (* 1915; † 1994) und Gerd (* 1917; † 1991).
Ein Neustart erfolgte für Ernst Hüther 1911 in Thüringen, wo er als einer von 5 Gesellschaftern in die Schokoladenfabrik Mauxion m.b.H in Saalfeld eintrat. Nach anfänglich gemeinsamer Geschäftsführung mit Alfred Mauxion, war er bereits 1913 alleiniger Geschäftsführer. Sechs Jahre nach seinem Eintritt in das Unternehmen Mauxion, und nach einem kurzzeitigen Kriegsdienst 1914, übernahm Ernst Hüther 1917 sämtliche Kapitalanteile der Schokoladenfabrik und wurde Alleininhaber. Die anfängliche ungünstige finanzielle Situation verstand er durch eine findige Geschäftspolitik und tatkräftigen Unternehmergeist erfolgreich umzuwandeln. Mit dem ½ Pfund Paket „Extra Bitter“, in einer der damaligen Schweizer Markenschokolade ebenbürtigen Qualität, gelang ihm der Durchbruch. Gleichzeitig schuf er das Standardmotiv „das blaue Band“. Dies und die Bildmarke, das EH-Logo, wurden zur Dokumentation einer beständigen und hohen Qualität aller Produkte der Mauxion. So führte er das Unternehmen zu wirtschaftlichem Erfolg.
Sein Wirken war stark geprägt durch bauliches Unternehmertum. Bereits 1916 baute er für das unmittelbar an der Saale gelegene Werk eine Brücke und stellte damit eine günstige Verkehrsanbindung zur Stadt und das betriebliche Bahnhofsgelände mit Gleisanschluss her. In Verwirklichung seiner weitgesteckten Ziele begann er 1921 mit der Erweiterung der Schokoladenfabrik. Das 8-geschossige Hauptgebäude, entworfen und baulich begleitet von dem Dresdner Architekturbüro Lossow & Kühne, wurde komplett mit dem modernsten Maschinenpark ausgestattet. Man erlangte somit einen hohen Technisierungsgrad. Einhergehend mit der gewaltigen Vergrößerung der Fabrikation schuf er die notwendige Energieversorgung. Durch das dem Standort zugehörige Wassernutzungsrecht der Saale konnte er mit der Inbetriebnahme von Wasserturbinen die Energie- und Dampferzeugung des Werkes sichern.
Die Produkte der Mauxion avancierten zur Markenware. Dafür betrieb Ernst Hüther weltweit eine intensive Werbetätigkeit. Im Jahr 1925 beliefen sich die Kosten für Werbung auf 2,5 Mio. Reichsmark. Dies brachte ihm den Ruf als „Werbekönig der Schokoladenindustrie“ ein. Sein über die Landesgrenzen hinaus agierende Vertriebssystem (auch USA), die Präsenz bei Messen und Ausstellungen, die Schaffung der Werbefigur „Maux-Bub“ und die Vorstellung des Werkes in der Reihe „Musterbetriebe deutscher Wirtschaft“ sind ein Zeugnis des Erfolges.
1934 kam es zu einem langanhaltenden Konflikt mit den geldgebenden Kreditinstituten, der zu weitreichenden Auseinandersetzungen führte. Für den Erhalt des Unternehmens musste Ernst Hüther den Weg des Kompromisses zwischen Geldgebern und politischen Machthabern gehen. 1937 wurde er Mitglied der NSDAP. Der Befehl Nr. 45 vom 26. Januar 1946 stellte Mauxion unter Sequester. Die Enteignungsurkunde wurde am 1. Juni 1948 ausgefertigt und vollzogen.
Am 8. August 1944 verstarb Ernst Hüther unerwartet.

## Hüther und Saalfeld
In der Blütezeit 1929 / 1930 hatte die Schokoladenfabrik bis 1500 Beschäftigte. Mauxion war über Jahre der größte Arbeitgeber der Stadt. Es gab für das Personal (bis zu 75 % weibliche Mitarbeiter) eine Vielzahl von sozialen Einrichtungen. Dazu gehörten neben Werksversorgung mit Kantinenessen, Sanitäreinrichtungen, Arztpraxis, Kindergarten, Verkaufsstellen und einer Kleingartenanlage vor allem zahlreiche Betriebswohnungen. 1944 verzeichnet die Grundstücksverwaltung der Mauxion mehr als 30 Immobilien in der Stadt, die Hüther durch seinen langjährigen Architekten Max Hans Kühne bauen bzw. renovieren ließ. Die Vermietung erfolgte vorzugsweise an Werksangehörige. Das hohe soziale Engagement Hüthers brachte ihm treue Anhänger unter der Belegschaft und die Gemeinschaft der „Mauxianer“ weit über seinen Tod hinaus.

## Villa Bergfried
Auf einer Anhöhe im Süden der Feengrotten-Stadt Saalfeld ließ Ernst Hüther für sich und seine Familie die Villa Bergfried anlegen, inklusive eines 20 Hektar großen Landschaftsparks mit Weiherhäuschen, Japangarten, Gärtnerei, Tennis- und Golfplatz und Glockenturm mit Carillon. Das von 1922 bis 1924 errichtete „behaglich bemessene Haus einer Familie“ stammt von dem  Dresdner Architektenbüro Lossow & Kühne. Mit der Gartenplanung beauftragte Hüther die Berliner Baumschule Ludwig Späth, die zur damaligen Zeit größte Baumschule Europas. Die Stadt Saalfeld/Saale war untrennbar verbunden mit der Unternehmerfamilie und ihrer Schokoladenfabrik. Durch sein Schaffen, seine weitsichtige Unternehmerschaft hat Ernst Hüther die Entwicklung der Region entscheidend geprägt.

## Ehrungen
1924 erlangte Ernst Hüther die Ehrendoktorwürde der Universität Erlangen.